# 天竺山駅
天竺山駅（てんじくさんえき、閩南語:Thian-tiok-soaⁿ tsām）は、中華人民共和国福建省廈門市海滄区天竺山西路と天竺山路の交差点にある、廈門軌道交通2号線の駅である。廈門軌道交通2号線の駅では最西端に位置する駅である。

## 歴史
- 2019年12月25日2号線の駅として開業。

## 駅構造

### のりば
| 番線 | 路線              | 方面                            | 行先        |
| ---- | ----------------- | ------------------------------- | ----------- |
|      | 廈門軌道交通2号線 | 東宅・五通・湿地公園・鍾宅 方面 | 五縁湾 行き |

## 隣の駅
廈門軌道交通
■2号線
東孚駅 - 天竺山駅 - ■